# Coppa del Mondo di rugby a 13 1975
La Coppa del Mondo di rugby a 13 1975, nota anche come World Championship Series, è stata la settima edizione della competizione mondiale di rugby a 13. Per la prima volta il Regno Unito non ha partecipato al torneo, essendo stato sostituito dalle due nazionali di Inghilterra e Galles. Il formato di questa edizione, che non ha avuto una sede fissa, ha previsto una serie di partite di andata e ritorno tra ogni partecipante.
Australia e Inghilterra, rispettivamente giunte prima e seconda in classifica, si sono affrontate nella finale di Leeds che ha visto prevalere gli australiani 25-0.

## Risultati
| Tolosa 2 marzo 1975 | Francia | 14 – 7 | Galles | Stadium Municipal (7.563 spett.) |

| Leeds 16 marzo 1975 | Inghilterra | 20 – 2 | Francia | Headingley (10.842 spett.) |

| Brisbane 1º giugno 1975 | Australia | 36 – 8 | Nuova Zelanda | Lang Park (12.000 spett.) |

| Brisbane 10 giugno 1975 | Inghilterra | 7 – 12 | Galles | Lang Park (6.000 spett.) |

| Sydney 14 giugno 1975 | Australia | 30 – 13 | Galles | Sydney Cricket Ground (25.386 spett.) |

| Christchurch 15 giugno 1975 | Nuova Zelanda | 27 – 0 | Francia | Rugby League Park (2.500 spett.) |

| Auckland 21 giugno 1975 | Nuova Zelanda | 17 – 17 | Inghilterra | Carlaw Park (12.000 spett.) |

| Brisbane 22 giugno 1975 | Australia | 26 – 6 | Francia | Lang Park (9.000 spett.) |

| Sydney 28 giugno 1975 | Australia | 10 – 10 | Inghilterra | Sydney Cricket Ground (33.858 spett.) |

| Auckland 28 giugno 1975 | Nuova Zelanda | 13 – 8 | Galles | Carlaw Park (9.368 spett.) |

| Warrington 20 settembre 1975 | Galles | 16 – 22 | Inghilterra | Wilderspool Stadium (5.034 spett.) |

| Auckland 27 settembre 1975 | Nuova Zelanda | 8 – 24 | Australia | Carlaw Park (18.000 spett.) |

| Bordeaux 11 ottobre 1975 | Francia | 2 – 48 | Inghilterra | Stade Chaban-Delmas (1.581 spett.) |

| Marsiglia 17 ottobre 1975 | Francia | 12 – 12 | Nuova Zelanda | Stade Vélodrome (10.000 spett.) |

| Swansea 19 ottobre 1975 | Galles | 6 – 18 | Australia | St Helen's (11.112 spett.) |

| Bradford 25 ottobre 1975 | Inghilterra | 27 – 12 | Nuova Zelanda | Odsal (5.507 spett.) |

| Perpignano 26 ottobre 1975 | Francia | 2 – 41 | Australia | Stade Gilbert Brutus (10.440 spett.) |

| Wigan 1º novembre 1975 | Inghilterra | 16 – 13 | Australia | Central Park (9.393 spett.) |

| Swansea 2 novembre 1975 | Galles | 25 – 24 | Nuova Zelanda | St Helen's (2.645 spett.) |

| Salford 6 novembre 1975 | Galles | 23 – 2 | Francia | The Willows (2.247 spett.) |

### Classifica
| Squadra       | Giocate | Vinte | Pareggiate | Perse | A favore | Contro | Differenza | Punti |
| ------------- | ------- | ----- | ---------- | ----- | -------- | ------ | ---------- | ----- |
| Australia     | 8       | 6     | 1          | 1     | 198      | 69     | +129       | 13    |
| Inghilterra   | 8       | 5     | 2          | 1     | 167      | 84     | +83        | 12    |
| Galles        | 8       | 3     | 0          | 5     | 110      | 130    | -20        | 6     |
| Nuova Zelanda | 8       | 2     | 2          | 4     | 121      | 149    | −28        | 6     |
| Francia       | 8       | 1     | 1          | 6     | 40       | 204    | −164       | 3     |

### Finale
| Leeds 12 novembre 1975 | Inghilterra | 0 – 25 | Australia | Headingley (7.680 spett.) |